# Eino Mäkinen
Eino Matias Mäkinen (ur. 13 czerwca 1926 w Kuru, zm. 13 sierpnia 2014 w Tampere) – fiński sztangista, reprezentant olimpijski na igrzyskach w Helsinkach, Melbourne, Rzymie  oraz na igrzyskach w Tokio. Medalista mistrzostw Świata i Europy w podnoszeniu ciężarów.